# Georgia Futura
Georgia Futura (en georgiano: მომავალი საქართველო) es un partido político en Georgia fundado en 2008 por Guiorgui Laguidze.

## Historia
Guiorgui Laguidze fue candidato a alcalde de la capital durante las elecciones local de Georgia de 2010.

## Resultados electorales

### Elecciones parlamentarias
| Elección | Votos | %    | Representantes | +/–         | Posición | Coalición |
| -------- | ----- | ---- | -------------- | ----------- | -------- | --------- |
| 2012     | 701   | 0,03 | 0/150          | Sin cambios | 13.º     |           |
| 2020     | 2.206 | 0,11 | 0/150          | Sin cambios | 24.º     |           |

### Elecciones locales
| Elección | Votos | %    | Representantes | +/–   | Coalición | Posición |
| -------- | ----- | ---- | -------------- | ----- | --------- | -------- |
| 2012     | 634   | 0,14 | 0/2043         | Nuevo |           | 9.º      |